# Bettelarmband

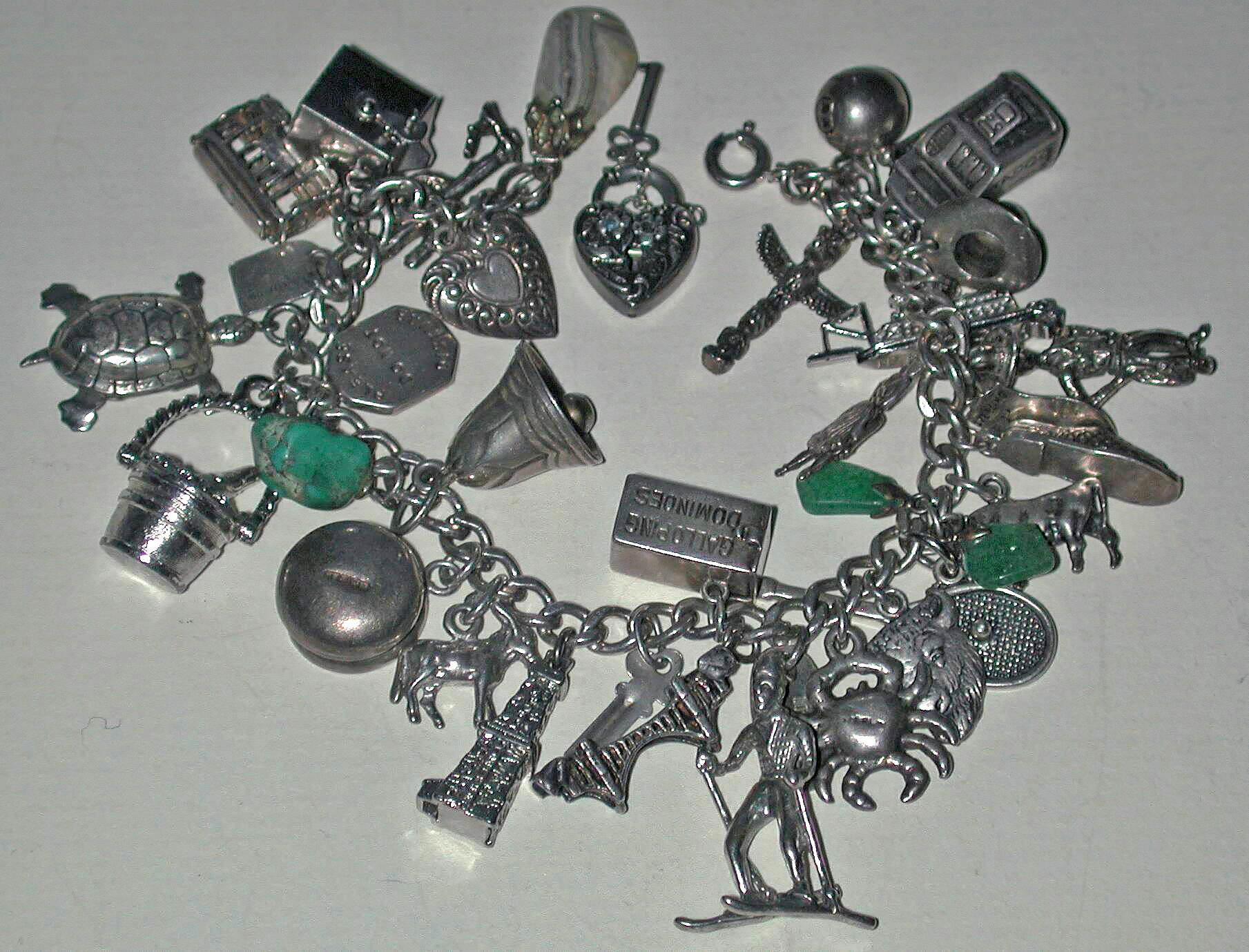
Bettelarmband

Ein Bettelarmband (englisch charm bracelet) ist ein Armband mit Kettengliedern, das am Handgelenk getragen wird und dazu dient, kleine Anhänger, Jou-Jous oder Charms genannt, einzuhängen.
Die eingehängten Symbole können unterschiedliche Bedeutung haben, ob als Liebeszeugnis, Glücksbringer, Glaubenszeichen oder allgemeine Symbole, zum Beispiel Herz, Kleeblatt, Kaminkehrer, Schlüssel. Beliebt sind auch kleine wappenförmige Silberanhänger mit Stadtwappen oder Städteansichten (englisch travel shield charms). Die Anhänger dienen oft der Erinnerung an Personen und Orte. Der Name rührt vermutlich daher, dass die Bestandteile ursprünglich vom Träger „zusammengebettelt“ (von anderen Personen erbeten) wurden.
Bettelarmbänder gibt es mittlerweile in vielen verschiedenen Ausführungen, aus diversen Metallen und sogar aus Kunststoff. Vorherrschend sind jedoch Ketten und Anhänger aus Silber oder in der teureren Variante aus Gold.
Eine spezielle Form dieses Armbandes ist das in Mode gekommene sogenannte „italienische Glücksarmband“, das nach und nach mit persönlichen Glückssymbolen oder Buchstaben vervollständigt wird.

## Einzelnachweis
1. ↑  Übersetzungen für joujou